# Munnopsidae
Munnopsidae är en familj av kräftdjur som beskrevs av Wilhelm Lilljeborg 1864. Munnopsidae ingår i ordningen gråsuggor och tånglöss, klassen storkräftor, fylumet leddjur och riket djur. Enligt Catalogue of Life omfattar familjen Munnopsidae 316 arter. 

## Dottertaxa till Munnopsidae, i alfabetisk ordning[1][2]
- Acanthamunnopsis
- Acanthocope
- Amuletta
- Aspidarachna
- Baeonectes
- Bathybadistes
- Bathyopsurus
- Belonectes
- Betamorpha
- Coperonus
- Disconectes
- Dubinectes
- Echinozone
- Epikopais
- Eurycope
- Gurjanopsis
- Hapsidohedra
- Ilyarachna
- Lionectes
- Lipomera
- Microcope
- Microprotus
- Mimocopelates
- Munneurycope
- Munnicope
- Munnopsis
- Munnopsoides
- Munnopsurus
- Notopais
- Paramunnopsis
- Paropsurus
- Platyprotus
- Pseudarachna
- Pseudomunnopsis
- Rectisura
- Storthyngura
- Storthyngurella
- Sursumura
- Syneurycope
- Tytthocope
- Vanhoeffenura